# Färöischer Fußballpokal 1972
Der Färöische Fußballpokal 1972 fand zwischen dem 11. Mai und 24. September 1972 statt und wurde zum 18. Mal ausgespielt. Im Endspiel, welches im Gundadalur-Stadion in Tórshavn auf Kunstrasen ausgetragen wurde, siegte Titelverteidiger HB Tórshavn mit 6:1 gegen B36 Tórshavn und konnte den Pokal somit zum vierten Mal in Folge sowie zum zehnten Mal insgesamt gewinnen.
HB Tórshavn und B36 Tórshavn belegten in der Meisterschaft die Plätze zwei und drei.

## Teilnehmer
Teilnahmeberechtigt waren folgende sechs Mannschaften der Meistaradeildin:
| Meistaradeildin                                                           |
| B36 Tórshavn HB Tórshavn ÍF Fuglafjørður KÍ Klaksvík TB Tvøroyri VB Vágur |

## Modus
Für den Pokal waren alle Erstligisten zugelassen. Diese spielten zunächst in einer Runde drei Teilnehmer aus, wovon einer direkt für das Finale qualifiziert war. Die übrigen beiden Mannschaften ermittelten den zweiten Finalteilnehmer. Im Vergleich zum Vorjahr spielten somit nur zwei Mannschaften im Halbfinale. Alle Runden wurden im K.-o.-System ausgetragen.

## Qualifikationsrunde
Die Partien der Qualifikationsrunde fanden am 11. Mai und 2. Juli statt.
|              | Ergebnis |                 |
| ------------ | -------- | --------------- |
| B36 Tórshavn | 2:1      | KÍ Klaksvík     |
| VB Vágur     | 4:2      | ÍF Fuglafjørður |
| HB Tórshavn  | 5:0      | TB Tvøroyri     |

## Halbfinale
Die Halbfinalpartie fand am 17. September statt.
|             | Ergebnis |              |
| ----------- | -------- | ------------ |
| VB Vágur    | ?:?      | B36 Tórshavn |
| HB Tórshavn |          | Freilos      |

## Finale
| Paarung  | HB Tórshavn – B36 Tórshavn |
| Ergebnis | 6:1                        |
| Datum    | 24. September 1972         |
| Stadion  | Gundadalur, Tórshavn       |
| Tore     | ?                          |